# James Ohlen
James Ohlen – projektant gier wideo pracujący dla firmy BioWare przez dwadzieścia dwa lata od chwili jej powstania aż do 12 lipca 2018. Brał udział przy tworzeniu produkcji takich jak Shattered Steel, Baldur’s Gate i Baldur’s Gate II, Neverwinter Nights, Star Wars: Knights of the Old Republic, Jade Empire, Dragon Age: Początek czy Anthem. Ponadto był głównym projektantem Star Wars: The Old Republic, gry MMORPG osadzonej w uniwersum Gwiezdnych wojen. W 2018 roku opuścił szeregi BioWare by wraz z kilkoma innymi osobami z doświadczeniem w branży gier wideo zająć się opracowywaniem publikacji do tradycyjnych gier fabularnych.